# Pregnant for the Last Time
Pregnant for the Last Time è un brano del cantante inglese Morrissey
Pubblicato anche come singolo il 15 luglio del 1991 dalla HMV Records, il disco raggiunse la posizione numero 25 della Official Singles Chart.

## Realizzazione
Scritto assieme a Mark Nevin e prodotto da Clive Langer ed Alan Winstanley, il brano non è contenuto in nessun album in studio (raccolte a parte) del cantante. Tra le b-sides incluse nelle varie versioni del singolo, ci sono due cover: Skin Storm, canzone dei Bradford, contenuta nel loro ultimo album Shouting Quietly, uscito nel 1990 e prodotto da Stephen Street ed una versione live di Cosmic Dancer dei T. Rex, contenuta in Electric Warrior, secondo album della band di Marc Bolan.
La copertina ritrae una foto di Morrissey, realizzata da Renaud Montfourny. Il videoclip promozionale, diretto da Tim Broad, è una sorta di promo del successivo tour di Kill Uncle in quanto mostra molte riprese di Morrissey e la band sul palco ed in giro per la città. Le riprese sono state realizzate presumibilmente durante le date tedesche di Berlino e Colonia.

## Tracce
- UK 7"

1. Pregnant for the Last Time - 2:40
2. Skin Storm - 2:58

- UK 12" / CDs

1. Pregnant for the Last Time - 2:40
2. Skin Storm - 2:58
3. Cosmic Dancer (live at Utrecht, 1º maggio 1991) - 4:12
4. Disappointed (live at Utrecht, 1º maggio 1991) - 3:24

## Formazione
- Morrissey – voce
- Jonny Bridgwood - basso
- Mark Bedford - basso
- Mark E. Nevin - chitarra
- Boz Boorer - chitarra
- Andrew Paresi - batteria
- Alain Whyte - armonica a bocca